# 佃駅
佃駅（つくだえき）は、徳島県三好市井川町西井川にある四国旅客鉄道（JR四国）の駅である。吉野川南岸の低地に位置する。
土讃線を所属線とし、徳島線を加えた2路線が乗り入れている。線路名称上は当駅が徳島線の起点であるが、徳島線の列車はすべて土讃線経由で阿波池田駅まで乗り入れる。駅番号は土讃線がD21、徳島線がB24である。

## 歴史
- 1929年（昭和4年）4月28日：讃予線（現在の土讃線）が讃岐財田駅から延伸。徳島本線（現在の徳島線）の分岐点として佃信号場開設[1][3]。
- 1950年（昭和25年）1月10日：佃信号場を格上げして佃駅開業[4]。当初は土讃線の列車のみ停車[3]。
- 1962年（昭和37年）7月18日：新ホームを設置して徳島本線の列車も停車開始[3]。
- 1970年（昭和45年）10月1日：手荷物及び小荷物の取り扱いを廃止[1]。
- 1983年（昭和58年）4月1日：無人駅化[5]。（簡易委託駅化）。
- 1987年（昭和62年）4月1日：国鉄分割民営化により四国旅客鉄道が継承[1][3]。

## 駅構造
島式1面2線のホームを持つ地上駅。駅舎側1番線が土讃線上下本線（制限速度80 km/h）で一線スルーと徳島線上下副本線、2番線が徳島線上下本線と土讃線上下副本線。
駅舎は平家建で、ホームとは跨線橋で結ばれている。駅前広場は特になく、駅舎は直接道路に接している。
簡易委託駅で駅前の商店で近距離切符を販売していたが、現在は中止されている。
トイレは閉鎖されている。

### のりば
| のりば | 路線                    | 方向 | 行先                       |
| ------ | ----------------------- | ---- | -------------------------- |
| 1・2   | ■土讃線 （■徳島線含む） | 下り | 阿波池田・大歩危・高知方面 |
| 1・2   | ■土讃線                 | 上り | 琴平・多度津方面           |
| 1・2   | ■徳島線                 | 上り | 徳島方面                   |

- 原則として土讃線方面に出入りする列車は1番のりば、徳島線方面に出入りする列車は2番のりばを優先して使用するが、行違い時にはこの限りではない。

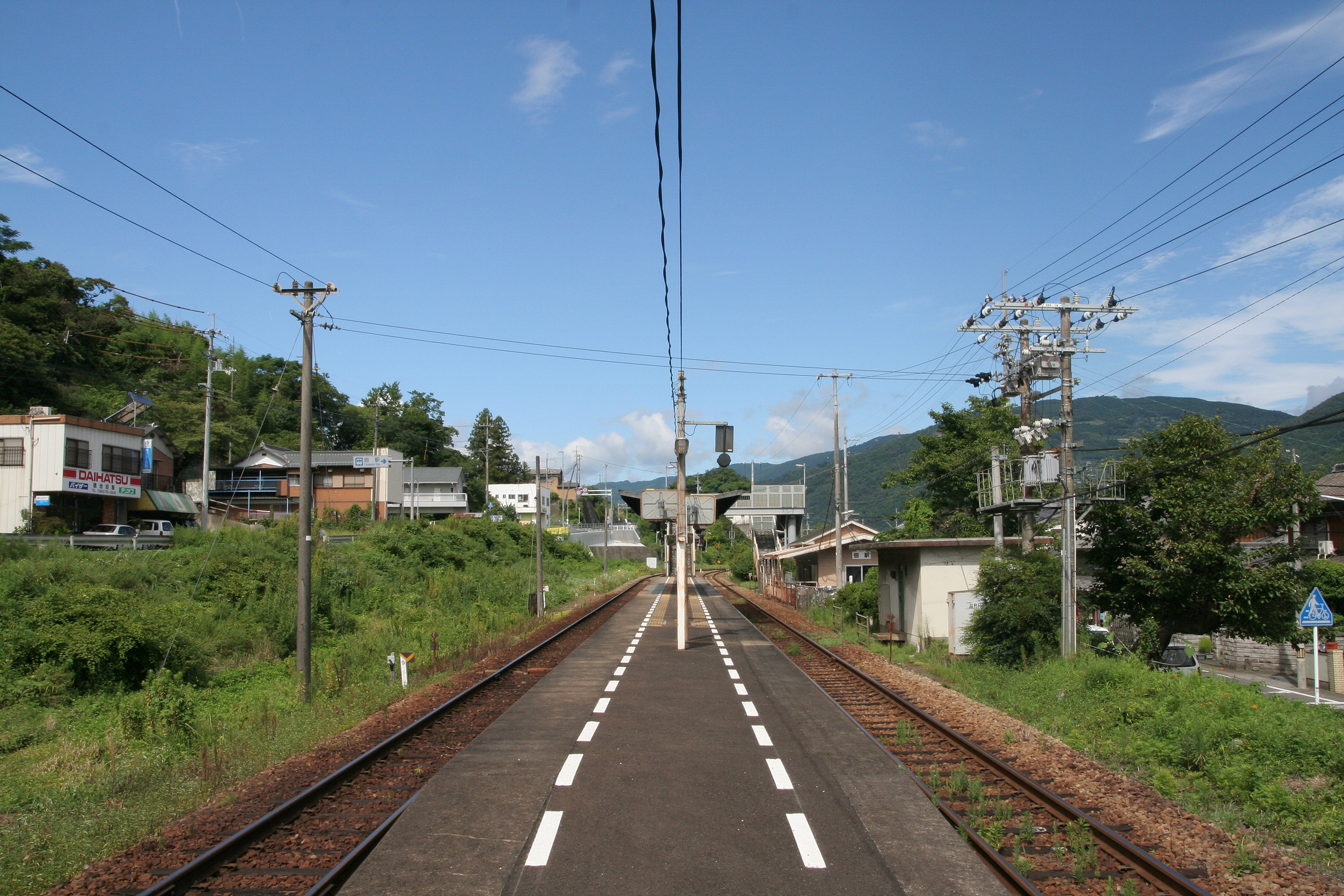
ホーム（2008年8月）

## 利用状況
1日平均乗車人員は下記の通り。
| - 50人（1995年度） - 54人（1996年度） - 42人（1997年度） - 45人（1998年度） - 41人（1999年度） - 43人（2000年度） - 43人（2001年度） - 41人（2002年度） - 43人（2003年度） - 33人（2004年度） | - 33人（2005年度） - 34人（2006年度） - 35人（2007年度） - 36人（2008年度） - 31人（2009年度） - 27人（2010年度） - 29人（2011年度） - 32人（2012年度） - 29人（2013年度） - 28人（2014年度） |

## 駅周辺
- 西井川簡易郵便局
- 幸福神社
- 徳島自動車道井川池田IC
- 国道192号
- 吉野川

### バス路線
佃駅南
- 四国交通
  - <01>西谷線：西谷橋行／阿波池田バスターミナル行
  - <02>井内谷線：井内馬場行／阿波池田バスターミナル行

## 特記事項
- 特急列車同士、特急列車から普通列車、普通列車から特急列車に乗り換えで土讃線琴平駅方面 - 徳島線徳島駅方面間を利用する場合は、分岐駅通過の特例で当駅 - 阿波池田駅間往復は運賃計算から除外できる（但し阿波池田駅での途中下車は不可）[6]。

## 隣の駅
四国旅客鉄道（JR四国）
■土讃線
■普通
箸蔵駅 (D20) - 佃駅 (D21) - 阿波池田駅 (D22)
■徳島線（当駅 - 阿波池田駅間は土讃線） 
■普通
辻駅 (B23) - 佃駅 (B24) - 阿波池田駅 (B25)